# Baamum Nafi
Baamum Nafi (conocido internacionalmente como: Nafi's Father) es una película dramática senegalesa de 2019. Dirigida por Mamadou Dia. La película fue estrenada en el Festival de Cine de Locarno en agosto de 2019. La película fue seleccionada como la entrada senegalesa a la Mejor Película Internacional en la 93.ª edición de los Premios Óscar, lastimosamente no fue nominado.

## Sinopsis
Dos hermanos se pelean por el matrimonio de sus hijos. El papel de Tierno como padre y su responsabilidad como líder espiritual están reñidos.

## Reparto
- Saikou Lo como Ousmane
- Alassane Sy como Tierno
- Penda Daly Sy como Rakia

## Reconocimientos
La película se proyectó en varios festivales de cine de todo el mundo. Mamadou Dia recibió el Premio de la Crítica AQCC a la Mejor Ópera Prima en el Festival Internacional de Cine de la Ciudad de Quebec.